# 71
71 (LXXI) var ett normalår som började en tisdag i den julianska kalendern.

## Händelser

### Okänt datum
- Romarna uppför en fästning i Eboracum (York), som bas för sina nordliga styrkor. Från början är fästningen endast till för legionen IX Hispania, men så småningom utbyggs det hela till att omfatta boningshus, bad och tempel.
- Potillius Cerealis, guvernör över Britannien, krossar ett uppror av briganterna.
- Vespasianus och Nerva blir konsuler i Rom.
- Potillius Cerealis besegrar Claudius Civilis i slaget vid Treves och slår på så sätt ner Batavernas uppror.
- Titus blir praetorianprefekt och får prokonsuls befallningsrätt samt tribuns ställning. Allt detta visar på att Vespasianus ämnar följa arvstraditionen inom successionen.
- Mithraism börjar sprida sig genom det romerska riket.
- I Romarriket börjar användandet av lås med nycklar spridas.
- Rabel II blir kung av Nabatéerriket och gör Bosra i Syrien till landets andra huvudstad.